# Xiabali-Gräber
Die Xiabali-Gräber (chinesisch 下八里墓群, Pinyin Xiàbālǐ mùqún) in Zhangjiakou in der chinesischen Provinz Hebei sind chinesische Gräber aus der Zeit der Liao-Dynastie der Kitan, die für ihre Wandmalereien berühmt sind. Sie stammen meist aus dem Zhang-Clan.
Zu den bekanntesten Gräbern zählt das von Zhang Shiqing.
Die Entdeckung der Gräbergruppe im Dorf Xiabali des Kreises Xuanhua zählte zu den Top Ten der archäologischen Entdeckungen in China für das Jahr 1993.
Die beiden entdeckten Gräbergruppen stehen auf der Liste der Denkmäler der Volksrepublik China (4-72).